# خوان آرمون
خوان آرمون (اسپانیایی: Juan Arremón‎; ۸ فوریهٔ ۱۸۹۹ – ۱۵ ژوئن ۱۹۷۹) بازیکن فوتبال اهل اروگوئه بود.
از باشگاه‌هایی که در آن بازی کرده‌است می‌توان به باشگاه فوتبال پنیارول اشاره کرد. 